# Мангри затоки Фонсека
Мангри затоки Фонсека (ідентифікатор WWF: NT1412) — неотропічний екорегіон мангрових лісів, розташований на заході Центральної Америки.

## Географія
Екорегіон мангрів затоки Фонсека охоплює ділянки мангрових лісів, поширені на узбережжі затоки Фонсека в Тихому океані. Ця затока лежить біля берегів Сальвадору, Гондурасу та Нікарагуа. В цій затоці розташовані кілька вулканічних островів, зокрема Сакате-Гранде та Ель-Тігре. З Центральноамериканських Кордильєр до Фонсеки стікає кілька річок, найбільшими з яких є Аматільйо, Накаоме, Гоаскоран та Чолутека. 
На узбережжі затоки Фонсека зустрічаються мулисті мілини, піщані пляжі та скелясті урвища. Мангрові зарості, як правило, поширені у лагунах, в естуаріях річок та на пласких прибережних низовинах, які регулярно затоплюються водою під час припливів. У внутрішніх районах мангри переходять у центральноамериканські сухі ліси.

## Клімат
В межах екорегіону переважає саванний клімат (Aw за класифікацією кліматів Кеппена). Середня температура в регіоні становить 27-29 °C і залишається стабільною протягом року, а середньорічна кількість опадів становить 1600 мм, більшість з яких випадає під час літнього сезону дощів з травня по жовтень. Протягом решти року триває виражений сухий сезон.

## Флора
У манграх затоки Фонсека домінують чотири види мангрових дерев — червоні мангри (Rhizophora mangle), чорні мангри (Avicennia germinans), білі мангри (Laguncularia racemosa) та прямі конусоплідні мангри (Conocarpus erectus). Поширення окремих видів визначається солоністю води та ступенем затоплення території. Червоні мангрові дерева (Rhizophora mangle) є найпоширенішим та найстійкішим видом мангрів; вони здебільшого ростуть на відкритому узбережжі, де припливно-відпливні коливання є найсильнішими. Чорні мангри (Avicennia germinans) є другим за поширеністю видом мангрових дерев; вони зазвичай зустрічаються в гирлах річок, на алювіальних відкладах, які накопичуються уздовж берегової лінії. Білі мангри (Laguncularia racemosa) та прямі конусоплідні мангри (Conocarpus erectus), як правило, ростуть у внутрішніх районах екорегіону, які рідше затоплюються водою під час припливів.

## Фауна
Мангри затоки Фонсека є важливим середовищем проживання для багатьох видів тварин, зокрема для численних водоплавних та коловодних птахів. Серед поширених в екорегіоні птахів слід відзначити бурого пелікана (Pelecanus occidentalis), рожевого косаря (Platalea ajaja), білого ібіса (Eudocimus albus), мангрового кукліло (Coccyzus minor), золотистого пісняра-лісовика (Setophaga petechia), мангрову білозорку (Tachycineta albilinea), мангрового віреона (Vireo pallens), коста-риканського поплітника (Thryophilus pleurostictus), карибського мартина (Leucophaeus atricilla), чорного канюка-крабоїда (Buteogallus anthracinus), велику чепуру (Ardea alba), блакитну чепуру (Egretta caerulea), трибарвну чепуру (Egretta tricolor), рудошию чепуру (Egretta rufescens), зелену чаплю (Butorides virescens), бразильського баклана (Phalacrocorax brasilianus) та міктерію (Mycteria americana). В межах екорегіону розташовані три важливі орнітологічні території (IBA), які підтримують значні популяції рідкісних птахів, таких як майже ендемічні мангрові сплюшки (Megascops cooperi) та нікарагуанські гіли (Melanerpes hoffmannii).
В мангрових лісах екорегіону зустрічається багато різноманітних ссавців, таких як білохвості олені (Odocoileus virginianus), білоносі носухи (Nasua narica), довгохвості скунси (Mephitis macroura) та звичайні ракуни (Procyon lotor). Більшість ссавців не живуть у мангрових лісах постійно, а відвідують їх час від часу у пошуках їжі та води. Серед плазунів, які зустрічаються в екорегіоні, слід відзначити гострорилих крокодилів (Crocodylus acutus), звичайних ігуан (Iguana iguana), чорних шипохвостих ігуан (Ctenosaura similis) та ендемічних фонсецьких сцинків (Marisora urtica). Затока Фонсека є одним з двох найважливіших місць у східній частині Тихого океану, де відкладають яйця бісси (Eretmochelys imbricata), рідкісні морські черепахи.

## Збереження
Манграм екорегіону загрожує знищення мангрових лісів та забруднення води внаслідок промислової і сільськогосподарської діяльності. Близько 20 % мангрових лісів затоки Фонсека були знищені внаслідок людської діяльності. Основними природоохоронними територіями екорегіону є Заповідна зона Бая-де-ла-Уніон та Заповідна зона островів затоки Фонсека в Сальвадорі, Національний морський парк архіпелагу затоки Фонсека в Гондурасі, а також Природний заповідник Естеро-Падре-Рамос, Природний заповідник Естеро-Реал в Нікарагуа. Сім природних заповідників, розташовані в гондураській частині екорегіону, визнані Рамсарським водно-болотним угіддям міжнародного значення.